# جان کالشا
جان کالشا (انگلیسی: John Culshaw؛ ۲۸ مهٔ ۱۹۲۴ – ۲۷ آوریل ۱۹۸۰) یک تهیه‌کننده موسیقی مبتکر و پیشگام اهل بریتانیا بود.
او در شرکت دکا رکوردز شاغل بود و تعداد فراوانی اثر هنری موسیقی را ضبط و منتشر کرد، اما بیشتر شهرت وی بابت مشارکت مهمش در نخستین ضبط استودیویی حلقه نیبلونگ اثر ریشارد واگنر در سال ۱۹۵۸ میلادی است.
دوران ثمربخش و موفقیت‌آمیز حرفه‌ای گئورگ شولتی زمانی به اوج خود رسید که جان کالشا مسئول بخش آثار کلاسیک شرکت دکا رکوردز شد و گئورگ شولتی ۲۵۰ اثر هنری کلاسیک و از جمله ۴۵ برنامهٔ اپرای کامل را برای دکا رکوردز اجرا کرد که برای شولتی (و دکا رکوردز) ۳۱ جایزه گرمی (بیش از هر هنرمند دیگری، چه کلاسیک و چه پاپ) به ارمغان آورد. در واقع دوران حرفه‌ای گئورگ شولتی به میزان زیادی به حضور جان کالشا گره خورده بود.